# Енріке Вера
Енріке Вера (ісп. Enrique Vera; 10 березня 1979, Асунсьйон, Парагвай) — парагвайський футболіст, півзахисник «Атласа» та збірної Парагваю. Учасник чемпіонату світу з футболу 2010 року.

## Титули і досягнення
- Чемпіон Еквадору (1):

«ЛДУ Кіто»: 2007
- Переможець Рекопи Південної Америки (1):

«ЛДУ Кіто»: 2009
- Переможець Південноамериканського кубка (1):

«ЛДУ Кіто»: 2009
Збірні
- Срібний призер Кубка Америки: 2011